# Берли
Берли (рос. Берлы) — козацько-старшинський, а пізніше також дворянський рід волоського походження.

## Походження
Походив від реєстрового козака Корсунського полку Олескандра Берло. В кінці XVIII ст. Іван та Пантелеймон Берли (правнуки переяславського полкового судді Івана Берла) надаючи відомості для затвердження в дворянстві подавали такі відомості про нобілітацію роду:
|                                                         | Пишутъ авторы Окульскій и Нѣсецкій въ гербутѣ (8Іс), что тотъ гербъ {зубра) внесенъ отъ старыхъ римлянъ вѣ 155 году въ Валахію, гдѣ болышіе домы въ Валахіи означали фамиліи свои; а когда король польскій и венгерскій Владиславъ Ягелоличъ войну имѣлъ съ турками, за султана Амурата, въ 1440 году, и съ арміей своей, польскою и венгерскою, къ которой присовокупился и господарь волошскій Тыміпа, съ 15-ю тысячами своего войска, и дошелъ съ тѣми войсками подъ Бѣлградъ, то турецкій султанъ, узнавъ о семъ и собравши больше ста тысячъ войска, напалъ на короля и разбилъ его; при этомъ одинъ изъ войска волошскаго воинъ выскочилъ и оборонилъ короля, не допустивъ его убить, и — хотя и раневаго — довезъ его до королевскаго обозу. За это король Владиславъ Ягеловичъ, въ знакъ благодарности, одарилъ того воина золотымъ берломъ и оттоль сему воину дано прозваеіе Берла и, кромѣ того, овъ былъ припущепъ къ индигнату шляхетства и рыцарства, а конституцілми за нимъ были утверждены всѣ вольности шляхетства и рыцарства польскаго. И тотъ воинъ сей свой гербъ до Литвы принесъ и тамъ домъ ихъ, Бѳрловъ, стоялъ, съ которыхъ Берловъ — Федоръ Берло былъ канцлеромъ литовскимъ, Казиміръ Берло — каштеляномъ виленскимъ, Николай Берло — подкоморымъ смоленскимъ, Анастасій Берло — подсудкомъ кіевскимъ. По выходѣ же въ Россію, Иванъ Берло былъ полковникомъ стародубскимъ, Ивановъ сынъ (Василій) Берло сотникомъ воронковскимъ и судьею переяславскимъ, Ивановъ сынъ Андрей — бунчувовымъ товариіцемъ, Андреевъ сынъ, просителей (т. е. Ивана и Пантелеймона) отецъ, Иванъ — войск, товарищемъ и судьею полковым переяславскимъ. |
| — Лазаревський О.М., «З сімейної хроніки Берлів» (1899) | |

### Критика
В 1899 р. відомий дослідник малоросійської старовини Олександр Лазаревський видав перше відоме грунтовне дослідження роду. Маючи на руках частину фамільного архіву роду він критично віднісся до відомостей поданих вище Іваном та Пантелеймоном Берлами. Зокрема в документах які він мав на руках не було згадки про жодного з вищенаведених Берлів, а єдине з чим він погодився це з молдо-волоським походженням роду. Останні, як він зазначив, пам'ятаючи про це взяли за основу родинного герба герб Молдо-Валахії. 
Критичність і іронія якими автор не гребував в своїх публікаціях не рідко викликали відразу в нащадків родів про які він писав, що і трапилось у випадку з цією статтею. Одна з останніх відомих нащадків роду — Ганна Львівна Берло спробувала опротестувати твердження цієї статті, зокрема, як вона вважала, наклеп на єпископа Андрія (Берла) якого автор звинуватив в надмірному зловживанні фінансами єпархії. Проте всі зауваження були відкинуті автором, а редакція Київської старовини втратила частину родинного архіву який Ганна Львівна передала їй на прохання Федора Міщенка.

## Герб

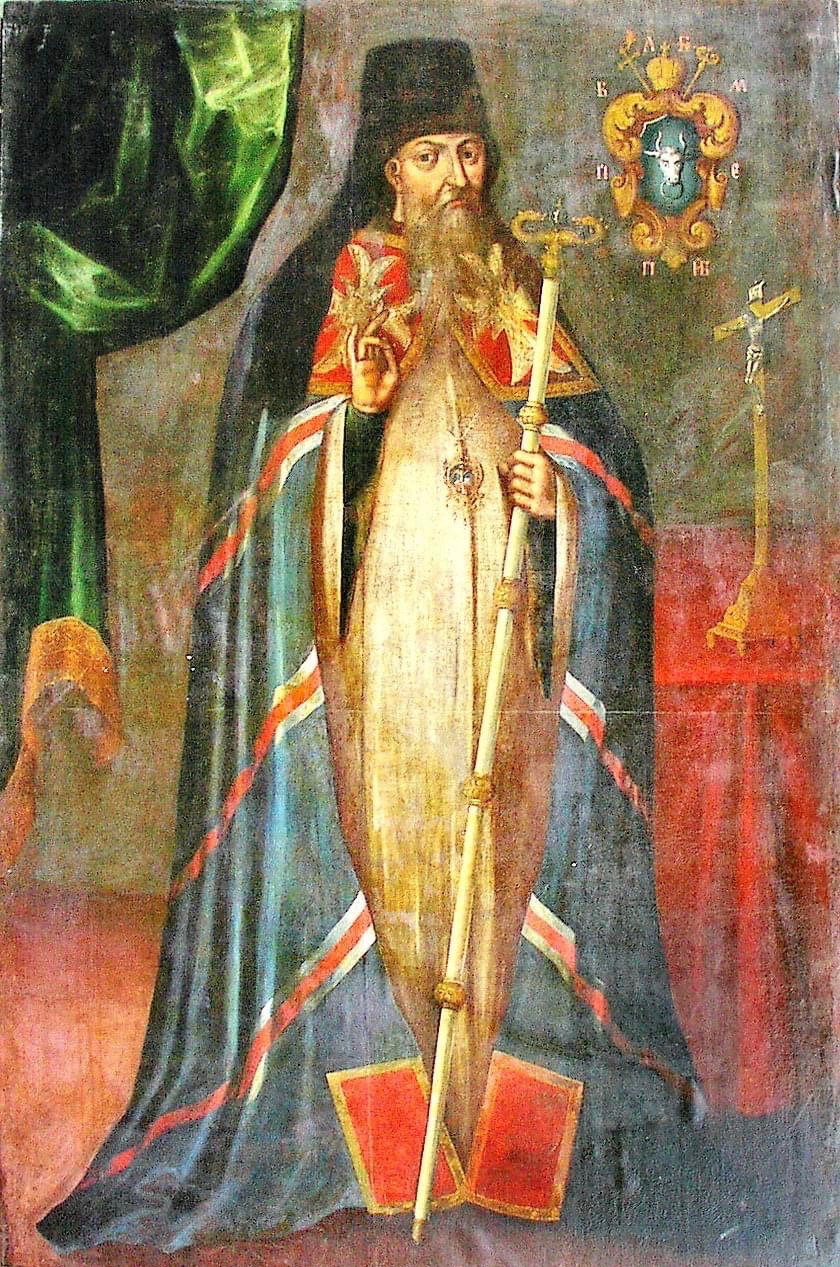
Єпископ Арсеній (Берло)

### Опис
На щиту блакитного поля зуброва голова з золотим кільцем в ніздрях, між рогами золота зірка. Поверх щита хелм з короною і при короні поперек золоте Берло.

### Походження
В своїй роботі Лазаревський так описував створення гербу Берлів:
|  | Иванъ и Паптелеймонъ, правнуки переяславскаго полковаго судьи Ивава Берла, представляя въ к. XVIII в. доказательства своего "дворянства", не удовольствовались указаніемъ на гетманскіе универсалы о службѣ ихъ прадѣда, а обратились еще къ Окольскому и Нѣсецкому. Здѣсь въ числѣ гербовъ нашли они зуброву голову, признали его своимъ гербомъ и затѣмъ смѣло уже разсказывали о своемъ древнемъ благородствѣ. |

Наразі можна зазначити малоівірним саме таке його походження, адже зокрема у збірці Національного Києво-Печерського історико-культурного заповідника зберігається портрет Арсенія (Берла) середини XVIII ст. з бібліотеки Києво-Печерської лаври де він зображений з вже вищезазначеним гербом.

## Фамільний архів
На кінець XIX ст. було відомо про дві частини родинного архіву Берлів:
- частина архіву Берлів яка потрапила до зібрання Лазаревського О.М. який опублікував її у своїй статті присвяченій роду. Збірка включала в себе полковницькі та гетьманські універсали, заповіт Івана Берла (1717).[5] Нині найімовірнінше разом з іншими паперами Лазаревського зберігається у фондах Інституту рукопису НБУВ.
- частина архіву Берлів яка перебувала у власності останніх відомих представників роду — Ганни Львівни Берло та її брата Олександра. Включала в себе гетьманські універсали Скоропадського, Апостола та інших, зокрема вдові Данила Берла — Анастасії; купчі на придбання Володимиром Берлом в 1754 і інших роках землі, а також приватне листування. Значна його частина була втрачена при передачі документів редакції Київської старовини. Подальша історія невідома.

## Родова схема
Олександр Берло (*? — †?)